# Per-Larsatjärnen, Jämtland
Per-Larsatjärnen är en sjö i Strömsunds kommun i Jämtland och ingår i Ångermanälvens huvudavrinningsområde. Sjön har en area på 0,0879 kvadratkilometer och ligger 316,9 meter över havet. Sjön avvattnas av vattendraget Bredvikbäcken.

## Delavrinningsområde
Per-Larsatjärnen ingår i det delavrinningsområde (708800-147748) som SMHI kallar för Mynnar i Ströms Vattudal. Medelhöjden är 336 meter över havet och ytan är 16,73 kvadratkilometer. Det finns inga avrinningsområden uppströms utan avrinningsområdet är högsta punkten. Bredvikbäcken som avvattnar avrinningsområdet har biflödesordning 3, vilket innebär att vattnet flödar genom totalt 3 vattendrag innan det når havet efter 203 kilometer. Avrinningsområdet består mestadels av skog (60 procent) och sankmarker (26 procent). Avrinningsområdet har 0,09 kvadratkilometer vattenytor vilket ger det en sjöprocent på 0,5 procent.